# 德州電鋸殺人狂前傳：皮面人
是2017年美國恐怖電影，由朱利恩·莫瑞與亞歷山德·布思提羅執導，塞斯·M·舍伍德編劇，史蒂芬·杜夫、凡妮莎·葛瑞斯、山姆·史崔克和莉莉·泰勒主演。為「德州電鋸殺人狂系列」的第八部作品，同時該片為1974年電影《德州電鋸殺人狂》、2013年電影《德州電鋸殺人狂3D》的前傳，講述本系列電鋸狂魔「皮面人」的起源故事。
繼《德州電鋸殺人狂3D》取得商務成功後，導演約翰·盧森霍普開始進行開發續集，計劃在路易斯安那州拍攝，但是未能獲准繼續進行開發， 為了避免前幾部電影錯綜複雜的連續性，並同時朝著意想不到的方向發展，塞斯·M·舍伍德將《皮面人》推向千禧影業公司，作為前傳，該片將追隨本標題角色，原本精神狀態良好，但承受著創傷，使他變成了之前電影中看到的智能障礙兇手。莫瑞和布思提羅在讀完劇本後簽約成為導演，他們對長期經營的《德州電鋸殺人狂系列》的獨特看法給他們留下了深刻的印象。
主體攝影於2015年5月和6月在保加利亞進行，選擇的地點和佈景與德克薩斯州的地形相似，並作為對該系列之前電影的致敬。在2016年被獅門影視公司暫時擱置後，這部電影於2017年9月21日通過DirecTV獨家製作，然後可通過隨選視訊和有限上映影院獲得更廣泛的發行，並由獅門影視公司於2017年10月20日在美國上映。該片收到了影評人的普遍褒貶不一的評價，並在全球獲得147萬美元的票房。由於延遲上映，獅門影業和千禧影業公司失去了製作未來《德州電鋸殺人狂系列》電影的版權。

## 演員
- 史蒂芬·杜夫 飾 德州騎警哈爾·哈特曼
- 凡妮莎·葛瑞斯 飾 伊麗莎白·「麗茲」·懷特
- 山姆·史崔克（英语：Sam Strike） 飾 耶底底亞·索耶／傑克森（英语：Leatherface）
- 莉莉·泰勒（英语：Lili Taylor） 飾 維娜·索耶
- 克里斯多夫・亞當森（英语：Christopher Adamson） 飾 郎醫生
- 芬恩·瓊斯 飾 副手索雷爾
- 詹姆斯·布洛爾（英语：James Bloor (actor)） 飾 艾克
- 洛丽娜·卡姆布罗瓦（英语：Lorina Kamburova） 饰 贝蒂
- 潔西卡·馬德森 飾 克麗絲
- 山姆·科爾曼 飾 巴德

此外，伊恩·費雪飾演戴夫，朱利安·科斯托夫飾演泰德·哈迪斯蒂，在《德州電鋸殺人狂》出現的莎莉·哈迪斯蒂和富蘭克林·哈迪斯蒂的父親。德揚·安格洛夫飾演皮面人的哥哥「搭車者」諾本斯·索耶。

## 製作

### 拍攝
主體拍攝於2015年5月18日在保加利亞開始進行，拍攝地點和場景與德克薩斯州的地形相似，並向該系列的先前電影致敬。

## 發行
《德州電鋸殺人狂前傳：皮面人》由獅門影視公司定於2017年10月20日在美國上映。

### 評價
爛番茄根據44條評論，持有30%的新鮮度，平均得分4.10／10，觀眾投票獲得24%的分數，平均得分為2.43／5。在Metacritic上，電影獲得40分。

## 外部連結
- 官方网站
- 互联网电影数据库（IMDb）上《德州電鋸殺人狂前傳：皮面人》的资料（英文）
- 豆瓣电影上《德州電鋸殺人狂前傳：皮面人》的資料 （简体中文）